# Dekanat Île de France
Dekanat Île de France – jeden z 13 dekanatów Zachodnioeuropejskiego Egzarchatu Parafii Rosyjskich. Obejmuje parafie znajdujące się w Paryżu i regionie paryskim. Obowiązki dziekana pełnił w 2010 ks. protojerej Eugène Czapiuk.
Na terenie dekanatu znajdują się następujące parafie:
- Parafia św. Aleksandra Newskiego w Paryżu
- Parafia Trójcy Świętej w Paryżu
- Parafia św. Sergiusza z Radoneża w Paryżu
- Parafia Ikony Matki Bożej „Znak” w Paryżu
- Parafia św. Serafina z Sarowa i Opieki Matki Bożej w Paryżu
- Parafia Wprowadzenia Matki Bożej do Świątyni w Paryżu
- Parafia Chrystusa Zbawiciela w Asnières
- Parafia św. Mikołaja w Boulogne-Billancourt
- Parafia Świętych Piotra i Pawła w Châtenay-Malabry
- Parafia Ikony Matki Bożej „Władająca” i św. Sylwana w Chaville
- Parafia św. Serafina z Sarowa w Chelles
- Parafia św. Jana Teologa w Meudon
- Parafia św. Mikołaja w Cormeilles-en-Parisis
- Parafia Świętego Spotkania w Saint-Prix
- Parafia Zaśnięcia Matki Bożej w Sainte-Geneviève-des-Bois

Ponadto na terenie dekanatu działa skit Kazańskiej Ikony Matki Bożej w Moisenay.